# Luzino (village)
Pour les articles homonymes, voir Luzino.
Luzino est un village polonais de la voïvodie de Poméranie et du powiat de Wejherowo. Il est le siège de la gmina de Luzino et comptait 7 560 habitants en 2011.